# Buchnera androsacea
Buchnera androsacea är en snyltrotsväxtart som beskrevs av Hermann Merxmüller. Buchnera androsacea ingår i släktet Buchnera och familjen snyltrotsväxter. Inga underarter finns listade i Catalogue of Life.